# ديفيد شارب (رسام)
ديفيد شارب (بالإنجليزية: David Flemming Sharpe)‏ هو رسام أمريكي، ولد في 1944.